# جوك كولير
جوك كولير (بالإنجليزية: Jock Collier)‏ (1 فبراير 1897 في المملكة المتحدة - 1940 في المملكة المتحدة) هو مدرب كرة قدم ولاعب كرة قدم بريطاني (وحمل سابقاً جنسية المملكة المتحدة لبريطانيا العظمى وأيرلندا) في مركز نصف الجناح. لعب مع ريث روفرز وكوينز بارك رينجرز ونادي يورك سيتي وهال سيتي.

## وصلات خارجية
- جوك كولير على موقع Soccerbase.com (مدرب) (الإنجليزية)